# 微接触印刷
微接触印刷（英語：Micro Contact Printing, 缩写μCP）是软光刻技术的一种形式，通常使用PDMS模板上的凹凸图案压膜来在承印物的表面通过面接触形成油墨自组装单层膜的图案，就类似纳米转移印刷的情况。其应用非常广泛，包括微电子学，表面化学和细胞生物学。

## 历史
平版引述和滚压印花都有几世纪的历史了。然而两者的结合却大大提升了微接触印刷方法。这种方法是当初第一次被哈佛大学的喬治·麥克利蘭·懷特塞茲和Amit Kumar提出的。基于这种方法的提出，很多其他软光刻技术方法也陆续的出现了。

## 步骤

### 模板的备制
模板的备制使用的是传统的光刻。模板一般都是在硅材料上完成的，但也可以在其他固体表面上完成。光致抗蚀剂被提供到表面，并使用紫外光和光罩来完成制备。模板需要在使用以前经过烘烤，曝光，清洁的程序。一般的制备过程里，光致抗蚀剂都被保存于晶体上，以被用做地形模板。然而，不经保护的硅材料可能会被腐蚀，光致抗蚀剂可能会脱落，只省下晶体来制备模板。这种方法虽然很复杂但是可是制备更多的稳定的模板。 

### 生成PDMS压膜
制备完成后，模板被放于容器内，通常使用培养皿，将混合物倾倒于表面。PDMS模板是比例为10:1的硅橡胶和硅橡胶固化剂。该混合物内的硅烷交联剂包含由铂配合物制成的催化剂。倾倒完，PDMS在一个高温条件下固化以生成有弹性的固体聚合物。随后这层膜被揭下来并被以确定的尺寸裁切。

### 将压膜转移到承印物

#### 直接接触
将模板提供到承印物上很简单易行是这种方法的优点其一。模板连同承印物被物理转移，硫醇溶液也被使用到承印物上。硫醇溶液被转移到表面的部分区域，转移过程里硫醇溶液的碳链排列于一起来生成一个疏水的自组装单层膜。

#### 其他应用技术
该方法不经常被使用，也可用于平面或曲面的承印物。

## 优点
未接触印刷有很多优点：
简单易行性。可以在普通实验室里完成，不需要使用净室。制造可使用低价技术，使用相对于传统技术更少的能量。

## 微接触印刷的技术问题

### 压膜变形
在直接接触中我们必须要小心飞铲，因为很可能由于印版变形而出现印刷错误。水平地拉伸或压缩印模将引起凸起和凹陷结构变形。另外，被施加过多垂直压力的印版在打印期间可能导致凸纹特性变平。这些变形可以产生亚微米特征。

### 承印物污染
在固化过程中的一些片段可能在印版借出过程中未被固化。当这种情况发生时SAM的质量会下降。当油墨分子含有一定的极性基团时这些杂质会增加。

### 压膜的缩小和膨胀
在固化过程中印版尺寸可能会有所缩小相较于之前。印模胀大也可能发生。大多数有机溶剂会引起的PDMS印模肿胀。尤其是乙醇具有一定的溶胀效果，但是由于印模胀大许多其它溶剂不能用于由于润湿油墨。因为这个过程被限制到非极性油墨可溶于乙醇。

### 油墨流动性
从PDMS散装到表面的油墨扩散图案化的SAM的基板上的形成过程中发生。墨的流动性这可能会导致横向扩散到不希望的区域。这个扩散在转移中可以影响所需的图案。

## 应用

### 微加工
微接触印刷有很多应用。对于这种应用着墨溶液通常包括烷基硫醇溶液。此方法使用金属印版其中最常见的金属是金。然而，银，铜，钯也可以被应用。
一旦油墨已被施加到基底上的SAM层用作抗蚀剂，以共同的湿蚀刻技术允许创建的高分辨率图案。图案化的自组装膜层是在一系列的步骤来创建复杂的微观结构的工序。例如，施加在SAM层上的金及蚀刻顶部产生的金微结构。随后印版的刻蚀区域被曝光并可进一步使用传统的各向异性蚀刻技术蚀刻。因为微接触印刷技术，没有传统的光刻需要完成这些步骤。

### 仿造蛋白质
蛋白质的图案形成有助于生物传感器的发展，细胞生物学研究和组织工程。各种蛋白质已被证明为合适的油墨并被施加使用微接触印刷技术的各种基板。聚赖氨酸，免疫球蛋白抗体，和不同的酶已成功地放置在承印物上，包括玻璃，聚苯乙烯和疏水硅。 

### 仿造细胞
微接触印刷已经被用于提高对细胞与底基是如何相互作用的理解。这种技术有助于改善细胞图案的研究，通常这是不可能通过传统细胞培养技术来实现的。 

### 仿造DNA
DNA结构图案也使用这种技术。 DNA材料的还原时间是使用这种技术的关键优点。印版能多次使用且更一致且比其他技术敏感。